# Edin Bavčić
Edin Bavčić (ur. 6 maja 1984 w Foče) – bośniacki koszykarz, występujący na pozycji silnego skrzydłowego, reprezentant kraju w latach 2005–2015, obecnie zawodnik Klosterneuburg Dukes.
28 czerwca 2006 Toronto Raptors przekazało prawa do jego osoby Philadelphia 76ers w zamian za gotówkę. W latach 2006–2008 reprezentował 76ers podczas rozgrywek letniej ligi NBA. 11 lipca 2012 prawa do jego osoby otrzymał klub New Orleans Pelicans w zamian za Jarretta Jacka i Darryla Watkinsa. 21 stycznia 2014 dokonano kolejnej wymiany, w wyniku której trafił do Brooklyn Nets wraz z innymi zobowiązaniami, za gotówkę i Tyshawna Taylora. 10 lipca 2014 w wyniku kolejnego transferu znalazł się w Cleveland Cavaliers wraz z prawami do Ilkana Karamana, wyboru II rundy draftu 2015 roku i kilku wyjątków prawnych. Do Nowego Jorku trafili Jarrett Jack, Siergiej Karasiow, Tyler Zeller i wybór I rundy draftu 2016. Nigdy nie rozegrał oficjalnego spotkania NBA.

## Osiągnięcia
Stan na 25 maja 2022, na podstawie, o ile nie zaznaczono inaczej

### Drużynowe
- Mistrz: 
  - Ligi Bałkańskiej (2015)
  - Bośni i Hercegowiny (2005, 2006, 2008)
  - Kosowa (2015)
- Wicemistrz:
  - Słowenii (2010)
  - Bośni i Hercegowiny (2004, 2007)
- Zdobywca:
  - pucharu:
    - Bośni (2005)
    - Słowenii (2010)

  - superpucharu:
    - Słowenii (2009)
    - Francji (2012)
    - Kosowa (2014)
- Finalista pucharu:
  - Bośni i Hercegowiny (2006)
  - Kosowa (2015)
  - Austrii (2020)
- 3. miejsce w Pucharze Węgier (2016)
- Uczestnik międzynarodowych rozgrywek:
  - Euroligi (2009/2010)
  - Eurocup (2007/2008)
  - FIBA Europe Cup (2015/2016)
  - EuroChallenge (2010/2011)
  - Ligi Adriatyckiej (2009/2010 – final four)

### Indywidualne
- MVP kolejki ligi:
  - greckiej HEBA A1 (24 – 2012/2013)
  - austriackiej BSL (13 – 2017/2018, 26 – 2018/2019, 1 – 2020/2021)
- Uczestnik meczu gwiazd Ligi Adriatyckiej (2007)

### Reprezentacja
- Uczestnik:
  - mistrzostw Europy (2011 – 13. miejsce, 2013 – 13. miejsce, 2015 – 23. miejsce)
  - kwalifikacji do Eurobasketu (2007, 2009, 2011)